# Andrew Selby
Andrew Selby est un boxeur britannique né le 25 décembre 1988.

## Carrière
Médaillé d'argent aux championnats du monde de Bakou en 2011 en poids mouches, sa carrière amateur est également marquée par un titre européen remporté la même année à Ankara ainsi que par deux médailles de bronze à Liverpool en 2008 et à Moscou en 2010 dans la catégorie poids coqs.

## Palmarès

### Jeux olympiques
- Qualifié pour les Jeux de 2012 à Londres, Angleterre

### Championnats du monde de boxe amateur
- Médaille d'argent en -52 kg en 2011 à Bakou, Azerbaïdjan

### Championnats d'Europe de boxe amateur
- Médaille d'or en -52 kg en 2011 à Ankara, Turquie
- Médaille de bronze en -54 kg en 2010 à Moscou, Russie
- Médaille de bronze en -54 kg en 2008 à Liverpool,  Angleterre

## Référence
1. ↑  (en) Résultats des championnats du monde de boxe amateur 2011 (amateur-boxing.strefa.pl)